# Kas (dessinateur)
Pour les articles homonymes, voir Kas.
Kas, de son vrai nom Zbigniew Kasprzak, est un peintre, illustrateur, caricaturiste et dessinateur de bande dessinée, né le 31 mars 1955 à Zielona Góra en Pologne.

## Biographie
Zbigniew Kasprzak, connu dans le monde de la bande dessinée sous le pseudonyme de Kas, est né le 31 mars 1955, en Pologne. Dix-huit ans plus tard, il entrait à l'Académie des beaux-arts de Cracovie, section architecture d’intérieur. Si rares sont les intérieurs qu’il a décorés, nombreux sont par contre les tableaux et portraits qu’il a peints pendant ses études et qui ont été exposés dans les galeries de Cracovie et de Varsovie[réf. souhaitée] ; nombreuses sont également les bandes dessinées qu’il a réalisées à cette époque. Éditées tout d’abord dans les magazines AGG, Relax et Nowa Fantastyka (pl), ses histoires ont rapidement été publiées dans des fascicules individuels ,.
Une fois son diplôme en poche, Zbigniew Kasprzak a été contacté par le plus important hebdomadaire sportif polonais, Przegląd Sportowy (pl), afin d’y travailler comme caricaturiste. Son coup de crayon corrosif lui vaut, en 1977, le premier prix de la Triennale de la Satyre de Łódź. En 1988, c’est un nouveau premier prix, celui obtenu pour l’affiche de l’Exposition de bande dessinée polonaise au Festival de Sierre, qui lui permet de rencontrer Grzegorz Rosiński et d’entrer de plain-pied dans l’univers de la bande dessinée francophone qu’il affectionne depuis longtemps,,.
En 1993, voulant se rapprocher de son public, il déménage en Belgique avec son épouse Graza et leurs trois enfants. Depuis lors, il travaille sur des séries telles que Hans, prépubliée dans Hello Bédé pour le sixième épisode, Les Voyageurs — pour laquelle, il se voit décerner le prix du meilleur album d'une nouvelle série au festival BD de Coxyde en 1995 —, Halloween Blues ou le one shot Shooting Star, consolidant, d'album en album, sa place de raconteur d'histoires réaliste.
Parallèlement à son activité de dessinateur de bande dessinée, Z. Kasprzak a également mené durant toutes ces années — et mène toujours en Pologne — une foisonnante carrière d’illustrateur de romans, livres historiques et jeux de stratégie, mais aussi d’affiches et livrets de théâtre.
De 2010 à 2014, Kas travaille sur un diptyque, La Fille de Paname, imaginé par Laurent Galandon, dans la collection « Signé » du Lombard. L'histoire se déroule dans le Paris de la Belle Époque et est illustrée en couleur directe.
En mars 2016, il est avec sa femme Grażyna Foltyn-Kasprzak (Graza) invité d'honneur du 5e Festival de bande dessinée de Cracovie.
En 2019, sort aux éditions Le Lombard un album intitulé Les Sans-visages dont le scénariste est Pierre Dubois.

## Œuvres

### Publications

#### Bandes dessinées
- Regenerit - (Dessin & scénario : Z. Kasprzak - 1978 - KAW (pl))
- Eksponat AX (Spécimen AX) - (Dessin : Z. Kaprzak - Scénario : Markowski - Nowa Fantastyka)
- Bogowie z gwiazdozbioru Aquariusa[15] (Les Dieux de la constellation de l’Aquarius) - (Dessin : Z. Kasprzak - Scénario : - 2 tomes - 1983 - Sport i Turystyka)
- Człowiek bez twarzy (L’Homme sans visage) - (Dessin : Z. Kasprzak - Scénario : A. Krzepkowski - 6 parties - 1984 - Nowa Fantastyka (pl))
- Gość z kosmosu (Le Visiteur de l'espace) - (Dessin : Z. Kasprzak - Scénario : / - 1985 - Sport i Turystyka)
- Zbuntowana (La Rebelle) - (Dessin : Z. Kasprzak - Scénario : / - 1986 - Sport i Turystyka)
- Zagłada Atlantydy (La destruction de l’Atlantide) - (Dessin : Z. Kasprzak - Scénario : W. Wierzchowska - 2 tomes - 1986 - coll. « Hipotezy » - Sport i Turystyka)
- Wielkie wyprawy : Magellan, Kolumb, Cook (Les Grandes Expéditions) - (Dessin : Z. Kasprzak - Scénario : S. Weinfeld - 3 tomes, édités dans un album unique en 1990 - 1987 - KAW.

##### Hans(1993-2001)
- 6 La Planète aux sortilèges, Le Lombard, coll. « Sur les pas d’un héros », Bruxelles, septembre 1993
Scénario : André-Paul Duchâteau - Dessin : Grzegorz Rosiński et Kas -  (ISBN 2-8036-1046-9)
- 7 Les Enfants de l'infini, Le Lombard, coll. « Sur les pas d’un héros », Bruxelles, avril 1994
Scénario : André-Paul Duchâteau - Dessin : Kas - Couleurs : Graza -  (ISBN 2-8036-1083-3)
- 8 Le Visage du monstre, Le Lombard, coll. « Sur les pas d’un héros », Bruxelles, février 1996
Scénario : André-Paul Duchâteau - Dessin : Kas - Couleurs : Graza -  (ISBN 2-8036-1152-X)
- 9 La Princesse d'Ultis, Le Lombard, Bruxelles, décembre 1997
Scénario : André-Paul Duchâteau - Dessin : Kas - Couleurs : Graza -  (ISBN 2-8036-1281-X)
- 10 Le Péril arc-en-ciel, Le Lombard, Bruxelles, octobre 1998
Scénario : André-Paul Duchâteau - Dessin : Kas - Couleurs : Graza -  (ISBN 2-8036-1350-6)
- 11 Le Secret du temps, Le Lombard, Bruxelles, novembre 1999
Scénario : André-Paul Duchâteau - Dessin : Kas - Couleurs : Graza -  (ISBN 2-8036-1415-4)
- 12 Le Pays des abysses, Le Lombard, Bruxelles, décembre 2000
Scénario : André-Paul Duchâteau - Dessin : Kas - Couleurs : Graza -  (ISBN 2-8036-1517-7)

##### Les Voyageurs
1. Athabasca, Dessin : Kas - Scénario : McLeod - Le Lombard, 1995
2. Grizzly, Dessin : Kas - Scénario : McLeod - Le Lombard, 1996

##### Uniesienia
- (Soulèvements) - (Dessin & scénario : Z.Kasprzak - 2001 - Przekrój (pl))

##### Halloween blues-(2003-2009)
- 1 Prémonitions[16], Le Lombard coll. « Polyptyque », Bruxelles, mars 2003
Scénario : Mythic - Dessin : Kas - Couleurs : Graza -  (ISBN 2-8036-1862-1)
- 2 Je vous écris de Gettysburg[17], Le Lombard coll. « Polyptyque », Bruxelles, mars 2004
Scénario : Mythic - Dessin : Kas - Couleurs : Graza -  (ISBN 2-8036-1973-3)
- 3 Souvenirs d'une autre[18], Le Lombard coll. « Polyptyque », Bruxelles, avril 2005
Scénario : Mythic - Dessin : Kas - Couleurs : Graza -  (ISBN 2-8036-2064-2)
- 4 Points de chutes, Le Lombard coll. « Polyptyque », Bruxelles, novembre 2006
Scénario : Mythic - Dessin : Kas - Couleurs : Graza -  (ISBN 2-8036-2102-9)
- 5 Lettres perdues[19], Le Lombard coll. « Polyptyque », Bruxelles, février 2008
Scénario : Mythic - Dessin : Kas - Couleurs : Graza -  (ISBN 978-2-8036-2302-0)
- 6 Sweet Loreena[20], Le Lombard coll. « Polyptyque », Bruxelles, décembre 2008
Scénario : Mythic - Dessin : Kas - Couleurs : Graza -  (ISBN 978-2-8036-2462-1)
- 7 Remake[21], Le Lombard coll. « Polyptyque », Bruxelles, 23/10/2009
Scénario : Mythic - Dessin : Kas - Couleurs : Graza -  (ISBN 978-2-8036-2569-7)

##### Shooting Star
- Marilyn Monroe, Dessin : Kas - Scénario : Jean-François Charles, Casterman, coll. « Rebelles », 2006

##### La Fille de Paname
- 1. L'Homme aux couteaux[11], Dessin : Kas - Scénario : Laurent Galandon, Le Lombard, coll. « Signé », 2011
  2. L'Homme aux tatouages[12], Dessin : Kas - Scénario : Laurent Galandon, Le Lombard, coll. « Signé », 2014

##### Les Sans-visages
- Les Sans-visages, Scénario : Pierre Dubois, Dessin : Kas , Le Lombard, coll. « Signé », 2019.

#### Collectifs
- Flash Back[22], Comic! Events, août 1995
Scénario : collectif - Dessin : collectif dont Kas - Couleurs : n&b,Ce Flash Back a été réalisé en collaboration avec Bédécine Illzach et édité à l'occasion du 10e Festival BD Coxyde (15 juillet au 6 août 1995) à 1 500 exemplaires numérotés à la main. Rares textes et titres des séries en deux langues : Français et Flamand. D/1995/6941/06. Format à l'italienne.

#### Artbooks
- Coups de crayon Kas, Loup, 2004, 28 p., ill. ; (présentation en ligne).
- Coups de croquis, Loup, 2004, 22 p., ill. ; (présentation en ligne).

#### Para-BD
À l'occasion, Kas réalise des portfolios, ex-libris, posters, cartes ou cartons, affiches de festival et commet quelques travaux publicitaires.

#### Illustrations
- Opowieści gęsiego pióra - Jerzy Pilikowski (1988 - MOW)
- Matthew Gregory Lewis - Mnich (1991 - MOW)
- Wawelskie wzgórze - Karol Bunch (1991 - MOW)
- Wygnańcy - Karol Bunch (1992 - MOW)
- Pustynia zagłady - Karol May - 1992 - MOW
- W kraju Mahdiego I : Mahdi - Karol May - MOW
- W kraju Mahdiego II : Karawana niewolników - Karol May - MOW
- W kraju Mahdiego III : W Sudanie - Karol May - MOW

### Affiches de théâtre
Kas a conçu, tout au long des années 1980, de nombreux livrets et affiches pour Wrocławski Teatr Współczesny (pl), notamment pour les pièces Un tramway nommé désir de Tennessee Williams, À pied de Sławomir Mrożek ou Frédéric Le Grand. Leçon de Prussien d'A. Nowaczyński. Depuis peu, il est revenu à ses premières amours auprès du Teatr Rampa (pl) de Varsovie, pour lequel il a réalisé les posters suivants :
- Les dames et les Hussards / Damy i Huzary - Aleksander Fredro (2006)
- Comment devenir une mère juive / Jak stać się żydowską matką - Paul Fuks, d'après Dan Greenburg (2008)
- Ils se sont aimés / Ósmy cud świata i zagłada - Pierre Palmade (2008)
- Les perles du répertoire de Marian Hemar / Perły repertuaru Mariana Hemara (2008)
- Péripéties en enfer / Awantura w Piekle (2008)
- Soirée entre filles / Babskie party (2010).

### Expositions
- 1999 : Galerie Arets, Bruxelles[25] ;
- 2022 : dans le cadre du 33e MFKiG (Łódź, Pologne) du 24 au 25 septembre 2022[26].

## Prix et distinctions
- 1977 :  Premier prix de la Triennale de la Satyre de Łódź[27] ;
- 1988 :  Premier prix du Festival de Sierre pour l’affiche de l’Exposition de bande dessinée polonaise[27] ;
- 1995 :  Prix du Public du Festival de Coxyde pour l’album Athabaska de la série Les Voyageurs[27] ;
- 2004 :  Prix du Meilleur dessin de la Chambre belge des experts en bande dessinée pour l’album Prémonitions de la série Halloween Blues[28] ;
- 2006 :  Prix du Public du Festival de Sisteron pour la Marlyn Monroe[27] ;
- 2007 : Prix du festival d’Angers pour l’ensemble de l’œuvre[27]
- 2008 :  Prix du Scan' Festival Flers-Ornenbulles pour la série Halloween Blues[29],[27].
- 2011 : 
  -  prix Coup de cœur au Festival de BD d’Ajaccio avec Laurent Galandon pour l’album La Fille de Paname[27] ;
  -  prix Coup de cœur au Festival de BD de Lys-lez-Lannoy pour l’album La Fille de Paname[27] ;
- 2015 :  prix du Festival de BD de Grammont pour le diptyque La Fille de Paname[27].

#### Livres
: document utilisé comme source pour la rédaction de cet article.
- Jean-Louis Lechat, Un demi-siècle d’aventures t. 2 : 1970 - 1996, Bruxelles, Le Lombard, 5 décembre 1996, 224 p., ill. (ISBN 280361233X, OCLC 37995939, BNF 37539082, présentation en ligne), p. 175, 190. .
- Patrick Gaumer, « Kas », dans Dictionnaire mondial de la BD, Paris, Larousse, 2010, 953 p., ill. ; 27 cm (ISBN 978-2-0358-4331-9 et 2-0358-4331-6, OCLC 920924930, présentation en ligne), p. 475-476. .
- Philippe Mellot, Michel Denni, Laurent Turpin et Isabelle Morzadec, Trésors de la bande dessinée : BDM 2022-2023 - Catalogue encyclopédique & Argus, Paris, Les Arènes, novembre 2022, 1677 p., ill. ; 23 cm (ISBN 9791037507280, OCLC 1351462460, présentation en ligne), p. 494, 576, 577, 1063, 1118, 1453. .

#### Articles
- Kas (interviewé par Laurent Turpin), « La « Casque d’or » de Kas et Galandon », BDzoom,‎ 18 novembre 2011 (lire en ligne, consulté le 22 janvier 2023).